# Copa do Mundo de Ginástica Artística de 2022
O circuito da Copa do Mundo de Ginástica Artística da FIG de 2022 é uma série de competições oficialmente organizadas e promovidas pela Federação Internacional de Ginástica (FIG) em 2022. Devido à invasão da Ucrânia pela Rússia em 2022, a Federação Internacional de Ginástica implementou restrições quanto ao uso de hinos e bandeiras russas e bielorrussas para as competições em Cottbus e Doha. A partir de 7 de março, a FIG proibiu atletas e oficiais russos e bielorrussos de participar de competições sancionadas pela FIG.

## Calendário

### Séries da Copa do Mundo
| Data                   | Local   | Evento                    | Tipo              |
| ---------------------- | ------- | ------------------------- | ----------------- |
| 24–27 de fevereiro     | Cottbus | Copa do Mundo FIG de 2022 | C III – Aparelhos |
| 2–5 de março           | Doha    | Copa do Mundo FIG de 2022 | C III – Aparelhos |
| 17–20 de março         | Cairo   | Copa do Mundo FIG de 2022 | C III – Aparelhos |
| 31 de março–4 de abril | Baku    | Copa do Mundo FIG de 2022 | C III – Aparelhos |

### Séries da Copa do Mundo Challenge
| Data                        | Local       | Eventoo                      | Tipo              |
| --------------------------- | ----------- | ---------------------------- | ----------------- |
| 26–29 de maio               | Varna       | FIG World Challenge Cup 2022 | C III – Aparelhos |
| 9–12 de junho               | Osijek      | FIG World Challenge Cup 2022 | C III – Aparelhos |
| 16–19 de junho              | Koper       | FIG World Challenge Cup 2022 | C III – Aparelhos |
| 24–25 de setembro           | Paris       | FIG World Challenge Cup 2022 | C III – Aparelhos |
| 30 de setembro–2 de outubro | Szombathely | FIG World Challenge Cup 2022 | C III – Aparelhos |
| 7–9 de outubro              | Mersin      | FIG World Challenge Cup 2022 | C III – Aparelhos |

## Medalhistas

### Masculino

#### Séries da Copa do Mundo
| Competição | Evento           | Ouro               | Prata              | Bronze             |
| Cottbus    | Solo             | Yahor Sharamkou    | Aurel Benović      | Thomas Grasso      |
| Cottbus    | Cavalo com Alças | Filip Ude          | Illia Kovtun       | Brody Malone       |
| Cottbus    | Argolas          | İbrahim Çolak      | Vahagn Davtyan     | Courtney Tulloch   |
| Cottbus    | Salto            | Artur Davtyan      | Nazar Chepurnyi    | Adem Asil          |
| Cottbus    | Barras Paralelas | Illia Kovtun       | Mitchell Morgans   | Brody Malone       |
| Cottbus    | Barra Fixa       | Brody Malone       | Tin Srbić          | Alexander Myakinin |
| Doha       | Solo             | Artem Dolgopyat    | Illia Kovtun       | Aurel Benović      |
| Doha       | Cavalo com Alças | Nariman Kurbanov   | Rhys McClenaghan   | Harutyun Merdinyan |
| Doha       | Argolas          | Vahagn Davtyan     | Artur Avetisyan    | Nikita Simonov     |
| Doha       | Salto            | Artur Davtyan      | Nazar Chepurnyi    | James Bacueti      |
| Doha       | Barras Paralelas | Illia Kovtun       | Milad Karimi       | Ivan Kuliak        |
| Doha       | Barra Fixa       | Alexander Myakinin | Robert Tvorogal    | Illia Kovtun       |
| Cairo      | Solo             | Artem Dolgopyat    | Paul Juda          | Adam Steele        |
| Cairo      | Cavalo com Alças | Rhys McClenaghan   | Harutyun Merdinyan | Ahmad Abu Al Soud  |
| Cairo      | Argolas          | Vahagn Davtyan     | İbrahim Çolak      | Salvatore Maresca  |
| Cairo      | Salto            | Artur Davtyan      | Nazar Chepurnyi    | Artem Dolgopyat    |
| Cairo      | Barras Paralelas | Illia Kovtun       | Ferhat Arıcan      | Ilias Georgiou     |
| Cairo      | Barra Fixa       | Carlo Macchini     | Paul Juda          | Alexander Myakinin |
| Baku       | Solo             | Artem Dolgopyat    | Milad Karimi       | Eamon Montgomery   |
| Baku       | Cavalo com Alças | Nariman Kurbanov   | Matvei Petrov      | Cyril Tommasone    |
| Baku       | Argolas          | Salvatore Maresca  | İbrahim Çolak      | Nikita Simonov     |
| Baku       | Salto            | Nazar Chepurnyi    | Andrey Medvedev    | Artem Dolgopyat    |
| Baku       | Barras Paralelas | Illia Kovtun       | Ferhat Arıcan      | Joe Fraser         |
| Baku       | Barra Fixa       | Joe Fraser         | Mitchell Morgans   | Illia Kovtun       |

##### Vencedores das séries da Copa do Mundo de 2022
| Aparelho         | Vencedor           |
| ---------------- | ------------------ |
| Solo             | Artem Dolgopyat    |
| Cavalo com Alças | Nariman Kurbanov   |
| Argolas          | Vahagn Davtyan     |
| Salto            | Artur Davtyan      |
| Barras Paralelas | Illia Kovtun       |
| Barra Fixa       | Alexander Myakinin |

#### Séries da Copa do Mundo Challenge
| Competição  | Evento           | Ouro                | Prata                 | Bronze                 |
| Varna       | Solo             | Benjamin Osberger   | Taylor Burkhart       | Teodor Trifonov        |
| Varna       | Cavalo com Alças | Marios Georgiou     | Mateo Žugec           | Ahmad Abu Al Soud      |
| Varna       | Argolas          | Nikita Simonov [fr] | Courtney Tulloch      | Yunus Gündoğdu         |
| Varna       | Salto            | Gabriel Burtănete   | Taylor Burkhart       | Courtney Tulloch       |
| Varna       | Barras Paralelas | Marios Georgiou     | Dilan Jiménez Giraldo | Marcel Nguyen          |
| Varna       | Barra Fixa       | Marios Georgiou     | Carlo Hoerr           | Andrés Martínez Moreno |
| Osijek      | Solo             | Aurel Benović       | Adem Asil             | Tom Schultze           |
| Osijek      | Cavalo com Alças | Robert Seligman     | Ahmet Önder           | Caio Souza             |
| Osijek      | Argolas          | Adem Asil           | Caio Souza            | Nikita Simonov [fr]    |
| Osijek      | Salto            | Igor Radivilov      | Caio Souza            | Adem Asil              |
| Osijek      | Barras Paralelas | Ferhat Arıcan       | Noe Seifert           | Ivan Tikhonov          |
| Osijek      | Barra Fixa       | Tin Srbić           | Lucas Bitencourt      | Caio Souza             |
| Koper       | Solo             | Harry Hepworth      | Riley Loos            | Taylor Burkhart        |
| Koper       | Cavalo com Alças | Mateo Žugec         | Petro Pakhniuk        | Krisztofer Meszaros    |
| Koper       | Argolas          | Igor Radivilov      | Riley Loos            | Félix Blaquière        |
| Koper       | Salto            | Igor Radivilov      | Harry Hepworth        | Taylor Burkhart        |
| Koper       | Barras Paralelas | Petro Pakhniuk      | Andrei Muntean        | Krisztián Balázs       |
| Koper       | Barra Fixa       | Tyson Bull          | Carlo Macchini        | Joshua Williams        |
| Paris       | Solo             | Eamon Montgomery    | Tang Chia-hung        | Benjamin Osberger      |
| Paris       | Cavalo com Alças | Rhys McClenaghan    | Nariman Kurbanov      | Shiao Yu-jan           |
| Paris       | Argolas          | Adem Asil           | Vinzenz Höck          | Donnell Whittenburg    |
| Paris       | Salto            | Adem Asil           | Caio Souza            | Artem Dolgopyat        |
| Paris       | Barras Paralelas | Caio Souza          | Brody Malone          | Donnell Whittenburg    |
| Paris       | Barra Fixa       | Brody Malone        | Ilias Georgiou        | Tin Srbić              |
| Szombathely | Solo             | Illia Kovtun        | Milad Karimi          | Koga Hiramatsu         |
| Szombathely | Cavalo com Alças | Nariman Kurbanov    | Shiao Yu-jan          | Koga Hiramatsu         |
| Szombathely | Argolas          | Vinzenz Höck        | Minori Haruki         | Soichiro Tanabe        |
| Szombathely | Salto            | Tseng Wei-sheng     | Leandre Sauve         | Saleem Naghouj         |
| Szombathely | Barras Paralelas | Illia Kovtun        | Minori Haruki         | Thierno Diallo         |
| Szombathely | Barra Fixa       | Krisztofer Mészáros | Krisztián Balázs      | Yordan Aleksandrov     |
| Mersin      | Solo             | Dmitriy Patanin     | Adem Asil             | Tang Chia-hung         |
| Mersin      | Cavalo com Alças | Shiao Yu-jan        | Ferhat Arıcan         | Radomír Sliž           |
| Mersin      | Argolas          | Adem Asil           | Lin Guan-yi           | İbrahim Çolak          |
| Mersin      | Salto            | Gabriel Burtănete   | Leandre Sauve         | Tseng Wei-sheng        |
| Mersin      | Barras Paralelas | Ferhat Arıcan       | Robert Tvorogal       | Andrei Muntean         |
| Mersin      | Barra Fixa       | Robert Tvorogal     | Adem Asil             | Yordan Aleksandrov     |

### Feminino

#### Séries da Copa do Mundo
| Competição | Evento              | Ouro               | Prata               | Bronze              |
| Cottbus    | Salto               | Tjaša Kysselef     | Ofir Netzer         | Alba Petisco        |
| Cottbus    | Barras Assimétricas | Tisha Volleman     | Sanna Veerman       | Anastasiya Smantsar |
| Cottbus    | Trave               | Daniela Batrona    | Lucie Trnková       | Anastasiya Smantsar |
| Cottbus    | Solo                | Alba Petisco       | Anastasiya Smantsar | Tisha Volleman      |
| Doha       | Salto               | Oksana Chusovitina | Csenge Bácskay      | Viktoria Listunova  |
| Doha       | Barras Assimétricas | Viktoria Listunova | Maria Minaeva       | Daniela Batrona     |
| Doha       | Trave               | Vladislava Urazova | Nora Peresztegi     | Angel Wong          |
| Doha       | Solo                | Maria Minaeva      | Daniela Batrona     | Dorina Böczögő      |
| Cairo      | Salto               | Tjaša Kysselef     | Oksana Chusovitina  | Laurie Denommée     |
| Cairo      | Barras Assimétricas | Caitlin Rooskrantz | Laurie Denommée     | Mari Kanter         |
| Cairo      | Trave               | Yuliia Kasianenko  | Zsófia Kóvacs       | Daniela Batrona     |
| Cairo      | Solo                | Dorina Böczögő     | Dildora Aripova     | Laurie Denommée     |
| Baku       | Salto               | Oksana Chusovitina | Csenge Bácskay      | Teja Belak          |
| Baku       | Barras Assimétricas | Lorette Charpy     | Naomi Visser        | Vera van Pol        |
| Baku       | Trave               | Sarah Voss         | Lorette Charpy      | Daniela Batrona     |
| Baku       | Solo                | Júlia Soares       | Dorina Böczögő      | Dildora Aripova     |

##### Vencedoras das séries da Copa do Mundo de 2022
| Aparelho            | Vencedora          |
| ------------------- | ------------------ |
| Salto               | Oksana Chusovitina |
| Barras Assimétricas | Daniela Batrona    |
| Trave               | Daniela Batrona    |
| Solo                | Dorina Böczögő     |

#### Séries da Copa do Mundo Chellenge
| Competição  | Evento              | Ouro                  | Prata                | Bronze               |
| Varna       | Salto               | Aline Friess          | Camille Rasmussen    | Maisa Kuusikko       |
| Varna       | Barras Assimétricas | Aline Friess          | Célia Serber         | Ioana Stănciulescu   |
| Varna       | Trave               | Ana Đerek             | Maisa Kuusikko       | Aline Friess         |
| Varna       | Solo                | Aline Friess          | Greta Mayer          | Ana Đerek            |
| Osijek      | Salto               | Valentina Georgieva   | Teja Belak           | Tjaša Kysselef       |
| Osijek      | Barras Assimétricas | Zója Székely          | Sarah Voss           | Silviana Sfiringu    |
| Osijek      | Trave               | Pauline Schäffer-Betz | Ana Đerek            | Ana Bărbosu          |
| Osijek      | Solo                | Ana Bărbosu           | Ana Đerek            | Göksu Üçtaş Şanlı    |
| Koper       | Salto               | Zsófia Kóvacs         | Tjaša Kysselef       | Teja Belak           |
| Koper       | Barras Assimétricas | Zsófia Kóvacs         | Zója Székely         | Ruby Stacey          |
| Koper       | Trave               | Zsófia Kóvacs         | Ana Đerek            | Greta Mayer          |
| Koper       | Solo                | Ana Đerek             | Poppy-Grace Stickler | Greta Mayer          |
| Paris       | Salto               | Jade Carey            | Jordan Chiles        | Coline Devillard     |
| Paris       | Barras Assimétricas | Shilese Jones         | Rebeca Andrade       | Lisa Vaelen          |
| Paris       | Trave               | Marine Boyer          | Jade Carey           | Ellie Black          |
| Paris       | Solo                | Jordan Chiles         | Shilese Jones        | Jennifer Gadirova    |
| Szombathely | Salto               | Addison Fatta         | Teja Belak           | Gréta Mayer          |
| Szombathely | Barras Assimétricas | Zója Székely          | Sydney Turner        | Addison Fatta        |
| Szombathely | Trave               | Maisa Kuusikko        | Sydney Turner        | Gréta Mayer          |
| Szombathely | Solo                | Katelyn Jong          | Gréta Mayer          | Sydney Turner        |
| Mersin      | Salto               | Teja Belak            | Bilge Tarhan         | Tijana Korent        |
| Mersin      | Barras Assimétricas | Ana Bărbosu           | Jessica Dowling      | Barbora Mokošová     |
| Mersin      | Trave               | Ana Bărbosu           | Lai Pin-ju           | Andreea Preda        |
| Mersin      | Solo                | Ana Bărbosu           | Andreea Preda        | Sevgi Seda Kayışoğlu |

## Controvérsia
Em 24 de fevereiro, o primeiro dia de competição na Copa do Mundo em Cottbus, a Rússia lançou uma invasão em grande escala da Ucrânia. Embora nenhum russo tenha competido em Cottbus, alguns competiram na Copa do Mundo seguinte em Doha ao lado de atletas ucranianos. Durante a entrega da medalha nas barras paralelas o ginasta russo e medalhista de bronze Ivan Kuliak usava um Z no peito – símbolo militar e sinal de apoio à invasão da Ucrânia pela Rússia – apesar de dividir o pódio com a medalhista de ouro Illia Kovtun, atleta ucraniano, e o ginasta cazaque e medalhista de prata Milad Karimi, que vive e treina na Ucrânia. A FIG anunciou que pedirá à Gymnastics Ethics Foundation que abra processos disciplinares contra Kuliak. No dia anterior ao incidente, a FIG anunciou que, a partir de 7 de março, os atletas russos e bielorrussos seriam proibidos de participar de competições sancionadas pela FIG.
A FIG sancionou Kuliak com uma proibição de um ano, terminando em 17 de maio de 2023 ou seis meses após a suspensão da proibição de atletas russos e determinou que ele seria destituído de sua medalha de bronze e prêmios em dinheiro.